# 艾斯福爾冰原島峰 (維多利亞地)
72°28′S 166°8′E / 72.467°S 166.133°E
艾斯福爾冰原島峰（英語：Icefall Nunatak），是南極洲的冰原島峰，位於維多利亞地的彭內爾海岸，屬於巴克山脈的一部分，處於瓦特山以北1.6公里，現時由南極條約體系管理。